# Petición de Derechos Políticos de Argelia de 1920
La Petición de Derechos Políticos de Argelia de 1920 fue la primera petición para reclamar los derechos políticos de los argelinos dentro de la Argelia francesa después de las elecciones municipales argelinas de 1919.

## Historia

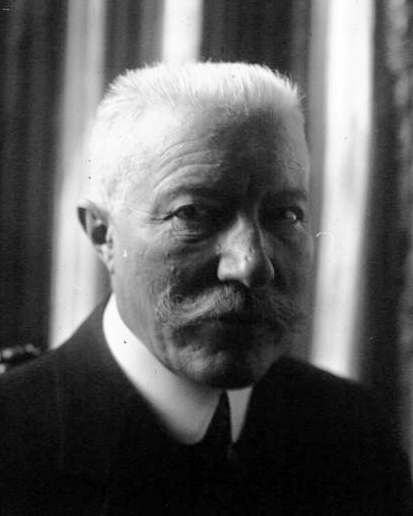
Ley de Jonnart

La participación de decenas de miles de soldados argelinos en las batallas de la Primera Guerra Mundial en Francia y su decisiva intervención en la victoria contra el ejército alemán les valió recompensas tras su regreso a Argelia.
Es así como la Ley Jonnart permitió a veteranos e indígenas discapacitados acceder a funciones en la administración colonial y obtener bienes raíces en las ciudades y en el campo como señal de asimilación en el marco del código Indigénat.
Las disposiciones que siguieron a la sanción de esta ley el 4 de febrero de 1919 permitieron luego producir textos legales que especificaban los oficios permitidos a los argelinos nativos con las consiguientes restricciones en la jerarquía profesional administrativa.
Pero las elecciones municipales de 1919 permitieron ampliar de derecho la representación política de los indígenas en los municipios, produciéndose así una nueva necesidad de libertades políticas y sindicales.
De hecho, el consejero general Khalid ibn Hashim en Argel, así como el consejero municipal Mohamed Seghir Boushaki como representante de los nativos electos, comenzaron a fermentar y fomentar una acción de protesta a través de instituciones francesas que van desde las comunas hasta el Senado francés, e incluso hasta ahora como escribiendo al presidente estadounidense Woodrow Wilson (1856–1924).

## Petición

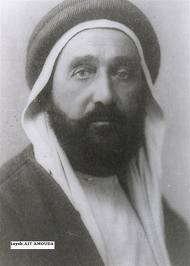
Emir Jaled (1875-1936)

La reivindicación de los derechos políticos de los indígenas argelinos después de la Primera Guerra Mundial se concretó con la redacción de una petición oficial fechada el 18 de julio de 1920 al Senado francés.
Este documento de protesta fue inspirado por el Emir Khaled y concretado por los muchos concejales municipales encabezados y representados por Mohamed Seghir Boushaki elegidos en el municipio de servicio completo de Thénia (anteriormente Ménerville).
La secretaría del Senado registró este documento bajo el nombre de "Petición N°30" teniendo por objeto la respetuosa protesta de los concejales municipales indígenas argelinos ante el Senado contra las nuevas disposiciones del código del Indigénat.
En efecto, los servicios del Gobierno francés habían presentado un proyecto de ley en la Cámara Alta del Parlamento relativo a la modificación de las normas del régimen del estatuto de nativo en Argelia y la adhesión de los nativos de Argelia a los derechos políticos.

## Debate del Senado
Fue el senador Charles Cadilhon (1876-1940) quien fue mandatado y designado por el Senado francés para informar las discusiones y debates de otros senadores sobre sus pretensiones de contenido, y esto durante la sesión del 19 de mayo de 1921.
Este senador de las Landas señaló entonces en su informe que el proyecto de ley que modificaba el código del Indigénat al que se refería esta petición había sido adoptado y aprobado por las dos asambleas parlamentarias francesas.
De hecho, este proyecto de gobierno se había convertido en la ley del 4 de agosto de 1920 (en francés: Loi du 4 août 1920) después de su aprobación mayoritaria por los diputados y senadores, y esta ley fue luego publicada después de su promulgación definitiva en el Journal officiel de la République. française el 6 de agosto de 1920, a partir de la página 11287.
Al concluir el debate senatorial sobre la "Petición No. 30", la comisión presidida por el relator Charles Cadilhon finalmente se pronunció negativamente sobre la agenda relativa a los derechos políticos ampliados para los indígenas, y esta negativa y negación fue inscrita en los registros de la Senado.

## Portales
- Portal:Derecho. Contenido relacionado con Derecho.
- Portal:Política. Contenido relacionado con Política.
- Portal:Argelia. Contenido relacionado con Argelia.
- Portal:Francia. Contenido relacionado con Francia.

- Datos: Q110233804